# Соркин, Игорь Вячеславович
Игорь Вячеславович Соркин (укр. Ігор В'ячеславович Соркін; 3 марта 1967, Донецк) — украинский государственный деятель, финансист и правовед, инженер, Заслуженный экономист Украины. Глава Национального банка Украины (11 января 2013 года — 24 февраля 2014 года).

## Биография

### Ранние годы. военная карьера
Родился 3 марта 1967 года в Донецке.
Окончил школу в 1984 году. В 1988—1996 годах служил в Вооруженных Силах СССР и Национальной гвардии Украины (командир десантно-штурмового взвода, разведбатальона и начальник разведки полка Национальной гвардии).

### Образование
Имеет три высших образования:
- в 1988 году окончил Бакинское высшее общевойсковое командное училище по специальности «инженер»;
- в 1998 году окончил Донецкий государственный университет по специальности «Правоведение»;
- в 2006 году окончил Донецкий национальный университет по специальности «Банковское дело».

### Работа вНБУ
С 1996 года работает в системе Национального банка Украины: в Донецком областном управлении — экономист первой категории, ведущий, главный экономист, заведующий сектором, заместитель начальника отдела. С 2002 года — начальник отдела банковского надзора Управления НБУ в Донецкой области.
С 15 июля 2010 года — заместитель председателя НБУ. С 25 декабря 2012 года — и. о., а 11 января 2013 года, по представлению Президента назначен Верховной Радой главой Национального банка Украины.

## Обвинения и розыск
18 сентября 2015 года открыто уголовное производство и в то же время Служба безопасности Украины объявила в розыск бывшего главу Национального банка Украины Игоря Соркина и бывшего председателя правления Реал-банка Владимира Агафонова. Уголовное производство, которое расследуется Генеральной прокуратурой Украины совместно с СБУ, открыто по факту завладения Соркиным и Агафоновым средств Нацбанка и ПАО «Аграрный фонд» в размере 2,8 миллиарда гривен. Пресс-служба СБУ заявляет, что хищение денег происходило по предварительному сговору участниками преступной организации, созданной владельцем Реал-банка и Брокбизнесбанка Сергеем Курченко.
1 марта 2016 года Печерский районный суд Киева заочно арестовал бывшего главу Национального банка Игоря Соркина.

## Семейное положение
Женат, имеет сына.

## Государственные награды
- Заслуженный экономист Украины (1 декабря 2011)[1]